# Festuca burgundiana
Festuca burgundiana är en gräsart som beskrevs av Paul Henri Auquier och Michel François-Jacques Kerguélen. Festuca burgundiana ingår i släktet svinglar, och familjen gräs.
Artens utbredningsområde är Frankrike. Inga underarter finns listade i Catalogue of Life.